# Галилејев закон непарних бројева
Галилејев закон непарних бројева у класичној механици и кинематици, каже да је удаљеност на коју пада објект у узастопним једнаким временским интервалима линеарно пропорционална непарним бројевима. То јест, ако тело које пада из мировања прелази једну јединицу удаљености у првом произвољном временском интервалу, покрива 3, 5, 7 итд. јединица удаљености у наредним временским интервалима исте дужине. Овај математички модел је тачан, ако тело не подлеже никаквим силама осим униформне гравитације (нпр. пада у вакууму, изван сфере). Овај закон је установио Галилео Галилеј који је први направио квантитативна истраживања слободног пада.

## Коришћење графикона брзине-времена
Графикон на слици представља графикон брзине у односу на време. Пређена удаљеност је површина испод линије. Сваки временски интервал је различито обојен. Удаљеност пређена у другом и наредним интервалима је површина његовог трапеза, који се може поделити на троуглове као што је приказано. Како сваки троугао има исту основу и висину, они имају исту површину као троугао у првом интервалу. Може се приметити да сваки интервал има два троугла више од претходног. Пошто први интервал има један троугао, то доводи до непарних бројева .

## Користећи збир првих н непарних бројева
Из једначине за равномерно линеарно убрзање, пређена удаљеност s = ut + 1/2at2, за почетну брзину u = 0, константу а (убрзање услед гравитације без отпора ваздуха) и протекло време т, следи да је с ∝ т2, па су растојање од почетне тачке узастопни квадрати за целокупне вредности протеклог времена. Средња слика на дијаграму је визуелни доказ да је збир првих н непарних бројева н2 . У једначинама:
1 = 1
1 + 3 = 4 = 22
1 + 3 + 5 = 9 = 32
1 + 3 + 5 + 7 = 16 = 42
1 + 3 + 5 + 7 + 9 = 25 = 52
Шредингер у својој књизи Мајнд енд Метер наводи да се верује да се образац наставља до бесконачности, иако то никада није доказано.